# متلازمة ما بعد الطعام مجهولة السبب
يعرف البعض متلازمة ما بعد الطعام مجهولة السبب بالعامية ولكن بشكل غير صحيح باصطلاح نقص سكر الدم، ويوصف بكونه مجموعة من العلامات السريرية والأعراض المشابهة لنقص سكر الدم لكن دونما نقص واضح في مستويات سكر الدم، الأمر الذي يشخّص الحالة.
يعاني الأشخاص المصابون بمتلازمة ما بعد الطعام مجهولة السبب من نوبات متكرّرة من تغيّر المزاج والكفاءة الإدراكية، وغالبًا ما تترافق مع الوهن والأعراض الأدرينالية مثل التقلقل أو الترنح. تحدث النوبات بشكل تقليدي بعد ساعات قليلة من تناول الوجبة الطعامية، فضلًا عن ساعات قليلة بعد الصيام. تعد العلاجات الأساسية المنصوح  بها هي تعدّد الوجبات الصغيرة أو المقبلات وتجنّب الإفراط في تناول السكاكر البسيطة.

## العلامات والأعراض
تتضمّن الأعراض العديد من الأعراض المرتبطة مع درجات أخف من نقص سكر الدم، بشكل خاص الأعراض الأدرينالية، لكن لا يتطوّر إلى خلل موضوعي في وظيفة الدماغ والنوبات والغيبوبة أو الأذية الدماغية.
- التقلقل
- الإحساس بالضعف
- المزاج المتقلّب أو الكئيب
- الاختلاط
- التعب
- القلق
- الشحوب
- التعرّق
- تسارع القلب أو معدّل التنفس

- الجوع

## أصل المصطلح وتاريخ التشخيص
صيغ مصطلح متلازمة ما بعد الطعام مجهولة السبب، والذي يعني تمامًا متلازمة تحدث بعد الطعام لسبب مجهول، في محاولة حكر المصطلح نقص سكر الدم للحالات التي تُبرهن فيها مستويات السكر المنخفضة. قُدّم كبديل أقل إرباكًا لنقص سكر الدم الوظيفي وكمصطلح أقل إنقاصًا من قدر حالة اللانقص في سكر الدم أو نقص سكر الدم الزائف.

تشبه متلازمة ما بعد الطعام مجهولة السبب، نقص سكر الدم التفاعلي باستثناء كون مستويات السكر المنخفضة لا تظهر في وقت الأعراض. لوحظ الاستخدام الشائع لمصطلح نقص سكر الدم واستُخدم من قبل الأطباء الذين كتبوا في مجلة الجمعية الطبية الأمريكية في السبعينيات من القرن العشرين:
«أصبحت متلازمة نقص سكر الدم مشهورة بين المرضى والأطباء على حد سواء، لأنها في المقال الأول على ما يبدو تقدّم تفسيرًا للأعراض الغامضة وتعطي المريض عملًا ليفعله، على سبيل المثال التلاعب أو تبديل بحميته/ها الغذائية بشكل مستمر. ومن هنا يتقاطع مفهوم نقص سكر الدم كعلة أو كخلل مع جميع البدع الغذائية مثل «الطعام الطبيعي» و«نقص» الفيتامين والغذاء «العضوي»، بالإضافة لكونه مجالًا تتدخل فيه الهرمونات، بالتالي تلعب الأسباب الغدية وعلاج الغدة دورًا كبيرًا.
قال الكاتب: «تطوّرت أو وُجدت طائفة تتألف من جمهور مؤمن، يساعده ويحثّه أخصائيو التغذية والصحفيون الطبيون وعدد من الأطباء.
يحظى نقص سكر الدم بمكانة مشهورة من وجهة النظر العامة باعتباره حالة طبية غير مخصصة تؤمن بشكل متكرر تفسيرًا للأعراض المختلفة التي تحدث في الحياة اليومية. حذّر هؤلاء الأطباء من المبالغة في تشخيص نقص سكر الدم التفاعلي، وقالوا: «يحتاج كل من الأطباء والعامة إعادة تعليم شديد أو عالي المستوى».

### غير مرضية
في أكتوبر عام 1974، نشرت مجلة نيو إنغلاند جورنال أوف ميديسين مقال عن حالة «اللا نقص في سكر الدم» كحالة متفشية، والتي تصف الحالة بحسب قول الكاتب على أنها غير مرضية.
خلال السنوات الأخيرة الماضية، ظهر الناس في جماعات بالتشخيص الذاتي لـ «نقص سكر الدم»، وهو المصطلح الذي أصبح المذهب الشائع النهائي لتشخيص الفرد العادي للعديد من الحالات، فقط القليل منها ارتبطت باعتلالات غديّة. من أشيع الأعراض هي الشكاوى الجسدية مثل الوهن والتشنجات والخفقان والخدر والتنميل والتعرق الشديد والبلاهة الذهنية.
يشكّل نقص سكر الدم عمومًا حالة اجتماعية مقبولة، وشرحًا فيزيولوجيًا مقبولًا وبرنامجًا واعدًا بمداواة ذاتية ليست غالية نسبيًا.

نشر العدد ذاته من المجلة «فقرة غير افتتاحية عن نقص سكر الدم» اعترف بـ «الانتشار الحالي لحالة اللانقص في سكر الدم» وعرض المصطلح «نقص سكر الدم السريري الكاذب». بعد وصف الآليات المعروفة عن تنظيم سكر الدم، طالب الكاتب بالقيام بأبحاث أبعد: 
«تتضمن الاستجابة الطبيعية لهضم الكربوهيدرات إحصاف عامل هرموني –غير معروف بعد- في الأمعاء العليا.»
يقال إن اختبار تحمل الغلوكوز مفضل لكن مع الحذر أن:
«يجب ألا يغيب عن الذهن أن حمل الغلوكوز الفموي بعيد عن الوجبة الفيزيولوجية الطبيعية، ويعاير الغلوكوز كمحفّز، في حين أن البروتين قد يغالط من خلال تحفيز الإنتاج الزائد للعامل المعوي، غالبًا البانكريوزيمين. وبالتالي يستلزم إجراء المزيد من الدراسات لتحديد المعاير بالإضافة إلى وصف دور وطبيعة العديد من العوامل المعوية واستجابات الخلايا البائية لها.»

## المتلازمة الأدرينالية ما بعد الطعام
هناك دليل واضح على وجود ما يسمّى بـ «المتلازمة الأدرينالية ما بعد الطعام»: حيث يكون سكر الدم طبيعيًا وتظهر الأعراض من خلال عدم الانتظام الأدرينالي اللاإرادي. غالبًا ما تترافق هذه المتلازمة مع التوتر العاطفي والسلوك القلق عند المريض.